# 東興 (臺灣)
東興，是臺灣苗栗縣頭份市的一個傳統地域名稱，位於該市東南部。相較於今日行政區，其範圍大致包括上興里、下興里。

## 歷史
台灣清治末期至日治初期，東興地區為一街庄，稱為「東興庄」，隸屬於竹南一堡。該庄西北隔中港溪與蘆竹湳庄、頭份庄為界，東北隔中港溪與斗換坪庄為界，東與內灣庄為鄰，南邊為永和山庄，西南邊為尖山下庄。
1901年（日治明治三十四年）11月，全台廢縣廳改設二十廳，該庄隸屬於新竹廳。1909年（明治四十二年）10月，合併二十廳為十二廳，該庄隸屬不變。1920年（大正九年），廢十二廳改設五州二廳，該庄改制為「東興」大字，隸屬於新竹州竹南郡頭分庄。1940年6月，頭分庄升格為頭分街。
戰後頭分街改制並改名為頭份鎮，隸屬於新竹縣，大字亦改制為里。1950年桃、竹、苗分治，頭份鎮改隸屬於苗栗縣。2015年10月，因人口超過10萬，頭份鎮升格為頭份市。

## 聚落
本地區發展較早的聚落有下東興、中東興、上東興、瓦窰下、楓樹坑、尿磜仔等，在日治期初期的官方地圖上已有記載。此外，本地區尚有山下、牛欄窩、陽明山莊、鼎旺新世界社區等聚落。

## 交通
鄉道苗5線是頭份至下林坪的道路，大致以西北—東南走向轉北北東—南南西走向再轉北北西—南南東走向蜿蜒經過東興地區中部偏西地帶及西南部邊界的最南段。由該道路向西北過東興大橋即止於頭份市區東南側的濱江街口，向南南東可前往永和山、下林坪並止於省道台3線路口。
鄉道苗17-3線是三灣至永和山水庫的道路，其西側端點位於本地區南部邊界地帶的永和山水庫管理處後門。由此向東轉東南沿本地區南部東側邊界地帶而行，出境後可前往三灣市區並止於縣道124號路口。

## 學校
- 新興國小